# Справа лікарів
Справа лікарів (Справа лікарів-отруйників) — кримінальна справа проти групи високопоставлених радянських єврейських лікарів, звинувачених у змові та вбивстві низки радянських лідерів. Витоки кампанії відносяться до 1948 року, коли лікарка Лідія Тимашук звернула увагу компетентних органів на відхилення в лікуванні Жданова, що призвели до смерті пацієнта. Кампанія закінчилася одночасно зі смертю Сталіна від інсульту в 1953, після чого з обвинувачених було знято звинувачення, та звільнено від переслідувань.
У тексті офіційного повідомлення про арешт було оголошено, що «більшість учасників терористичної групи (Вовсі М. С., Коган Б. Б., Фельдман А. І., Грінштейн А. М., Етінгер Я. Г. та інші) були пов'язані з міжнародною єврейською буржуазно-націоналістичною організацією „Джойнт“, створеної американською розвідкою нібито для надання матеріальної допомоги євреям в інших країнах». У зв'язках з цією ж організацією раніше були звинувачені і проходили у справі Єврейського Антифашистського комітету.

## Повідомлення про початок справи
Проект повідомлення ТАРС і матеріалів ЗМІ (зокрема, газети «Правда») про арешт групи «лікарів-шкідників» було затверджено 9 січня 1953 на засіданні Бюро Президії ЦК КПРС. Керівником секретаріату Й. В. Сталіна А. Н. Поскребишевим секретареві ЦК КПРС і керівникові відділу пропаганди та агітації Н. А. Михайлову була спрямована службова записка:
|  | «Т. Михайлову. Посилаю 1 прим. "хроніки" арешт лікарів-шкідників для приміщення в газетах на 4-й смузі праворуч » |

Повідомлення про арешт лікарів і подробиці «змови» з'явилися в статті без підпису «Підступні шпигуни і вбивці під маскою професорів-лікарів», оприлюдненій у «Правді» 13 січня 1953 року. Стаття, як і урядове повідомлення, робила наголос на сіоністський характер справи: «Більшість учасників терористичної групи — Вовсі, Б. Коган, Фельдман, Грінштейн, Етінгер та інші — були куплені американською розвідкою. Вони були завербовані філією американської розвідки — міжнародною єврейською буржуазно-націоналістичною організацією „Джойнт“. Брудне обличчя цієї шпигунської сіоністської організації, що прикриває свою підлу діяльність під маскою добродійності, повністю викрито». Далі дії більшості заарештованих погоджувалися з ідеологією сіонізму і зводилися до вже фігурував у справі Єврейського Антифашистського комітету С. М. Міхоелс.

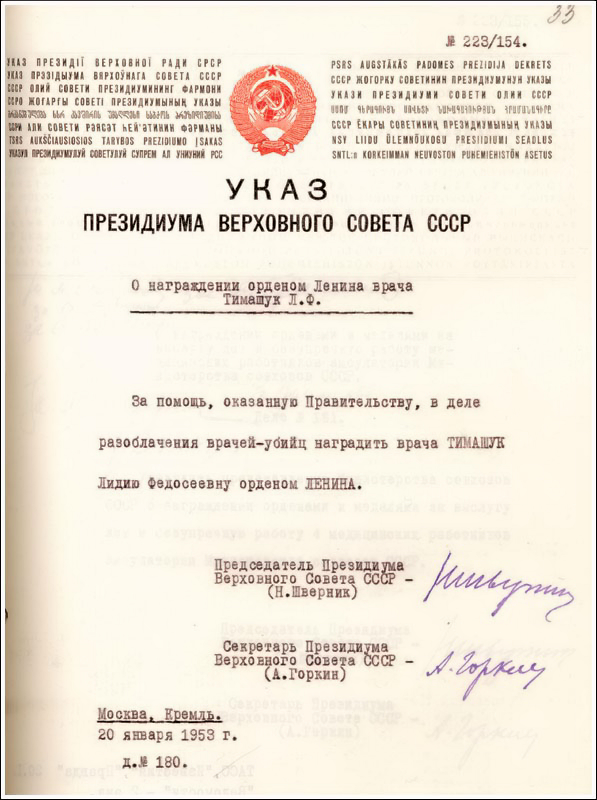
Указ від 20 січня 1953 про нагородження Лідії Тимашук Орденом Леніна за «викриття лікарів-убивць». Він був скасований невдовзі після смерті Сталіна.

Героїнею, що викрила вбивць у білих халатах (популярний пропагандистський штамп цієї кампанії), пропаганда представила Лідію Тимашук — лікарку, яка звернулася до ЦК зі скаргами на неправильне лікування Жданова ще в 1948 р. «За допомогу у викритті тричі проклятих лікарів-убивць» вона була нагороджена орденом Леніна.

## Передісторія
Багато в чому ця справа продовжувала кампанію боротьби з космополітизмом (часто використовувався вираз «безрідний космополітизм»), яка велася радянським керівництвом починаючи з 1948 року, часто набувала відверто антисемітської форми, справа Єврейського антифашистського комітету (серед жертв якого був головний лікар лікарні ім. Боткіна Б. А. Шімеліовіч, втім, не звинувачувався у злочинах з «медичної лінії»). Що стосується медичної сторони звинувачень, то важливим прецедентом тут був Третій московський процес (1938), де серед підсудних були троє лікарів (Казаков, Левін і Плетньов), що звинувачувалися у вбивствах Горького та інших. Найближчим до «справи лікарів» був ряд недавніх політичних процесів проти керівників компартій у Східній Європі, в ході яких до звичних звинувачень у «зраді» і планах «реставрації капіталізму» додалося нове — «сіонізм». На чехословацькому процесі Рудольфа Сланського, що закінчився в грудні 1952 стратою 13 чоловік (з них 11, у тому числі Сланський, були євреями), прямо фігурувало одним з пунктів обвинувачення у замаху на вбивство президента республіки й одночасно генсека КПЧ К. Готвальда за допомогою «лікарів з ворожого табору». (Готвальд також помер у березні 1953 — через тиждень після Сталіна).

## Слідство у справі
Починаючи з 1952 року «Справа лікарів» розроблялась органами МДБ під керівництвом підполковника М. Д. Рюміна, який написав в 1951 році донос Сталіну про «сіоністську змову» в органах держбезпеки.
Сталін щодня читав протоколи допитів. Він вимагав від МДБ максимальної розробки версії до сіоністського характеру змови і про зв'язки змовників з англійською та американською розвідкою через «Джойнт» (сіоністська благодійна організація). Він погрожував новому міністрові держбезпеки С. Ігнатьєву, що якщо той «не розкриє терористів, американських агентів серед лікарів», то він буде заарештований, як його попередник Абакумов: «Ми вас розженемо, як баранів». У жовтні 1952 року Сталін дозволив застосовувати до арештованих лікарів заходи фізичного впливу (себто катування). 1 грудня 1952 року Сталін заявив (у записі члена Президії ЦК В. А. Малишева): «Будь-який єврей-націоналіст — це агент американської розвідки. Євреї-націоналісти вважають, що їх націю врятували США … Серед лікарів багато євреїв-націоналістів».

## Обвинувачені
У повідомленні 13 січня йшлося про 9 змовників: професор Вовсі М. С., лікар-терапевт; професор Виноградов В. Н., лікар-терапевт; професор М. Б. Коган, лікар-терапевт; професор Коган Б. Б., лікар-терапевт; професор, член-кор. АМН, провідний лікар Сталіна, Єгоров П. І., який пізніше був репресований зі своєю дружиною Єгоровою Євгенією Яківною (-1994 р..) (Єгоров Петро Іванович 1899—1966 рр.) — обидва поховані на Новодівичому цвинтарі, лікар — терапевт; професор Фельдман А. І., лікар-отоларинголог; професор Етінгер Я. Г., лікар-терапевт; професор Грінштейн А. М., лікар-невропатолог; Майоров Г. І., лікар-терапевт. Вони були арештовані в період з липня 1951 по листопад 1952. Крім них у «справі лікарів» було заарештовано ще багато людей, в тому числі творець і хранитель забальзамованого тіла Леніна професор Б. І. Збарский (грудень 1952), письменник Лев Шейнін (лютий 1953).
Більшість обвинувачених були євреями, в тому числі заарештовані трохи згодом лікарі М. А. Шерешевський, M.Я. Серейскій, Я. С. Тьомкін, Е. М. Гельштейн, І. І. Фейгель, В. Е. Незлин, Н. Л. Вільк, Я. Л. Рапопорт та інші. До справи посмертно були залучені також М. Б. Коган та М. І. Певзнер. Стверджувалось, що заарештовані діяли за завданням «єврейської буржуазно-націоналістичної організації» Джойнт. Учасником змови був названий і загиблий за п'ять років до цього в «автомобільній катастрофі» відомий актор С. М. Міхоелс, двоюрідний брат одного з заарештованих лікарів, головного терапевта Червоної Армії генерал-майора медичної служби М. С. Вовсі.

## Резонанс
«Справа лікарів» викликала переслідування родичів і товаришів по службі заарештованих, а також хвилю антисемітських настроїв по всій країні. На відміну від попередньої кампанії проти «космополітів», в якій євреї, як правило, швидше малися на увазі, ніж називалися прямо, тепер пропаганда прямо вказувала на євреїв. 8 лютого в «Правді» було опубліковано установчий фейлетон «Простаки і пройдисвіти», де євреї зображувалися у вигляді шахраїв. Слідом за ним, радянську пресу захлеснула хвиля фейлетонів, присвячених викриттю дійсних або уявних темних справ осіб з єврейськими іменами, по батькові та прізвищами. «Найвідомішим» серед них став фейлетон Василя Ардаматского «Пиня зі Жмеринки», опублікований в журналі «Крокодил» 20 березня 1953 р.. У лютому 1953 був змінений курс лекцій з історії партії. Розповсюджувалися чутки, що в лікувальних установах лікарі і медсестри єврейського походження під виглядом щеплень проводять отруєння дітей.
Після того, як у радянському посольстві в Ізраїлі була підірвана бомба, 11 лютого СРСР розірвав дипломатичні відносини з Ізраїлем. Готувалися регіональні справи, подібні до московської «справи лікарів» (зокрема, в Україні та Латвії).

## Закриття справи
1 березня 1953 у Сталіна стався інсульт, що зробив його недієздатним. За кілька днів до інсульту Сталін написав у газеті «Червона Зірка» заяву, що «Боротьба проти сіонізму не має нічого спільного з антисемітизмом. Сіонізм-ворог трудящих усього світу, євреїв не менше, ніж неєвреїв». 2 березня антисіоністська кампанія в пресі була згорнута. 5 березня Сталін помер. Лікар Арсеній Русаков, що анатомував Сталіна, був негайно ліквідований. Усі заарештовані у «справі лікарів» були звільнені (3 квітня) і відновлені на роботі. Було офіційно оголошено (4 квітня), що визнання обвинувачених були отримані за допомогою «неприпустимих методів слідства». Підполковник Рюмін (на той час уже звільнений з органів держбезпеки), який розробляв справу лікарів, був негайно заарештований за наказом Берії; згодом, уже в ході хрущовських процесів над виконавцями репресій, він був розстріляний (7 липня 1954).

## Питання про депортацію
Існує версія, згідно з якою гучний процес лікарів мав стати сигналом для масових антисемітських кампаній і депортації всіх євреїв до Сибіру на Далекий Схід. За деякими, документально не підтвердженими даними, було підготовлено лист, який повинні були підписати видатні діячі радянської культури, суть якого зводилася до такого: «Ми, видатні діячі культури, закликаємо радянське керівництво захистити зрадників і безрідних космополітів єврейського походження від справедливого народного гніву і поселити їх до Сибіру». Передбачалося, що радянське керівництво повинно прихильно відгукнутися на це прохання. Є численні свідчення сучасників про те, що чутки про депортацію циркулювали по Москві відразу після повідомлення про початок справи лікарів. З'являлися відомості, що євреї були виселені з підмосковного міста Кунцево та його околиць (нині це територія Москви, прилегла до Кутузовського проспекту, за парком Перемоги). Свідченням на користь того, що Сталін, принаймні, розглядав можливість депортації, деякі автори вважають, що 15 січня, себто через два дні після першої публікації «Правди», на мітингу студентів і викладачів Сталінградського механічного інституту, за пропозицією секретаря парткому, було написано колективного листа до ЦК із проханням виселити євреїв за межі європейської частини СРСР; прихильники версії про депортацію вважають, що таке прохання могло бути санкціонованим тільки згори.
 «Доктор Костирченко сказав мені: „Звичайно, проживи він [І. В. Сталін] ще кілька років, до цього [депортації радянських євреїв] цілком могло б дійти“» (Самсон Мадієвський). 
Багато дослідників, не заперечуючи антисемітської суті «справи лікарів», ставлять під серйозний сумнів існування планів депортації євреїв. Детальне дослідження цього питання (із залученням архівних матеріалів) можна знайти у статті дослідника радянського державного антисемітизму Геннадія Костирченко. Історик Жорес Медведєв у своїй книзі «Сталін і єврейська проблема» пише, що згадки про існування плану депортації євреїв в багатьох книгах не підтверджується будь-якими архівними документами.